# Israel Guelfand
Israel Moiséyevich Guelfand (transcripción del ruso Изра́иль Моисе́евич Гельфа́нд, yiddish ישראל געלפֿאַנד) (20 de agostojul./ 2 de septiembre de 1913greg. - 5 de octubre de 2009), fue un matemático que contribuyó de manera sustancial en diferentes ramas, entre ellas la teoría de grupos, teoría de representación, álgebra lineal, etc. Guelfand enseñó durante muchos años en la Universidad Estatal de Moscú, Unión Soviética y en la Universidad de Rutgers, EE. UU.. Fue ganador de premios y honores incluyendo la Orden de Lenin y el Premio Wolf. Fue un miembro de la Royal Society.

## Biografía
Nació en una familia judía en Okny, gobernación de Jersón, Imperio ruso.
Realizó trabajos de postgrado en la Universidad Estatal de Moscú, donde su asesor fue Andréi Kolmogórov.
Fue considerado por muchos como la principal figura de la escuela soviética de las matemáticas, y ha ejercido una enorme influencia en el campo tanto a través de sus propias obras como las de sus alumnos. Dirigió un famoso seminario en la Universidad Estatal de Moscú durante 45 años. En 1935, defendió la tesis: Funciones abstractas y operadores lineales. Entre 1966 y 1970, fue presidente de la Sociedad de Matemática de Moscú. En 1984, fue elegido miembro de la Academia de Ciencias de la Unión Soviética.
En 1990, emigró a los EE. UU. y fue considerado un visitante distinguido en la cátedra del Dto. de Matemáticas en la Universidad de Rutgers en Nueva Jersey, donde fue miembro asociado de la facultad.
Era su hijo el matemático Serguéi Guelfand. Entre sus alumnos figuran los matemáticos Endre Szemerédi y Aleksandr Kirílov.
Las memorias de I.Guelfand se colectan en la página especial
 por su familia.

## Trabajo
Fue conocido por varias investigaciones, entre ellas:
- La representación Guelfand en la teoría de álgebra de Banach
- El Teorema Guelfand–Naimark
- La construcción Guelfand-Naimark-Segal
- La teoría de representación de los grupo de Lie complejos clásicos
- Contribuciones a la teoría de módulo de Verma en la teoría de representación de álgebra semisimple de Lie (con I.N. Bernstein y S.I. Guelfand)
- La teoría de representación de grupos clásicos.

### Algunas publicaciones
- Gelfand, I. M. (1998), Lectures on linear algebra, Courier Dover Publications, ISBN 978-0-486-66082-0.
- Gelfand, I. M.; Fomin, Sergei V. (1963),  Silverman, Richard A., ed., Calculus of variations, Englewood Cliffs, N.J.: Prentice-Hall Inc., ISBN 978-0-486-41448-5, MR 0160139.
- Gelfand, I.; Raikov, D.; Shilov, G. (1964) [1960], Commutative normed rings, tradujo del ruso, con capítulo  suplementario, New York: Chelsea Publishing Co., ISBN 978-0-8218-2022-3, MR 0205105.
- Gel'fand, I. M.; Shilov, G. E. (1964) [1958], Generalized functions. Vol. I: Properties and operations, tradujo Eugene Saletan, Boston, MA: Academic Press, ISBN 978-0-12-279501-5, MR 0166596.[3]
- Gelfand, I. M.; Shilov, G. E. (1968) [1958], Generalized functions. Vol. 2. Spaces of fundamental and generalized functions, tradujo del ruso Morris D. Friedman, Amiel Feinstein, Christian P. Peltzer, Boston, MA: Academic Press, ISBN 978-0-12-279502-2, MR 0230128.[3]
- Gelfand, I. M.; Shilov, G. E. (1967) [1958], Generalized functions. Vol. 3: Theory of differential equations, tradujo del ruso Meinhard E. Mayer, Boston, MA: Academic Press, MR 0217416.[3]
- Gelfand, I. M.; Vilenkin, N. Ya. (1964) [1961], Generalized functions. Vol. 4: Applications of harmonic analysis, tradujo Amiel Feinstein, Boston, MA: Academic Press, ISBN 978-0-12-279504-6, MR 0173945.[3]
- Gelfand, I. M.; Graev, M. I.; Vilenkin, N. Ya. (1966) [1962], Generalized functions. Vol. 5: Integral geometry and representation theory, tradujo del ruso Eugene Saletan, Boston, MA: Academic Press, ISBN 978-0-12-279505-3, MR 0207913.[3]
- Gelfand, I. M.; Graev, M. I.; Pyatetskii-Shapiro, I. I. (1969), Representation theory and automorphic functions, tradujo del ruso K. A. Hirsch, Philadelphia, Pa.: W. B. Saunders Co., ISBN 978-0-12-279506-0, MR 0233772.
- Gelfand, Izrail M. (1987),  Gindikin, S. G.; Guillemin, V. W.; Kirillov, A. A.; Kostant, Bertram; Sternberg, Shlomo, eds., Collected papers. Vol. I, Berlin, New York: Springer-Verlag, ISBN 978-3-540-13619-4, MR 929821.
- Gelfand, Izrail M. (1988),  Gindikin, S. G.; Guillemin, V. W.; Kirillov, A. A.; Kostant, Bertram; Sternberg, Shlomo, eds., Collected papers. Vol. II, Berlin, New York: Springer-Verlag, ISBN 978-3-540-19035-6, MR 929821.
- Gelfand, Izrail M. (1989),  Gindikin, S. G.; Guillemin, V. W.; Kirillov, A. A.; Kostant, Bertram; Sternberg, Shlomo, eds., Collected papers. Vol. III, Berlin, New York: Springer-Verlag, ISBN 978-3-540-19399-9, MR 0997939.
- Gelfand, I. M.; Kapranov, M.M.; Zelevinsky, A.V. (1994), Discriminants, resultants, and multidimensional determinants, Boston: Birkhäuser, ISBN 978-0-8176-3660-9.[4]
- Gelfand, I. M.; Gindikin, S. G.; Graev, M. I. (2003), Selected topics in integral geometry, Transl. of Mathematical Monographs 220, Providence, R.I.: American Mathematical Society, ISBN 978-0-8218-2932-5, MR 2000133.
- Borovik, Alexandre V.; Gelfand, I. M.; White, Neil (2003), Coxeter matroids, Progress in Mathematics 216, Boston, MA: Birkhäuser Boston, ISBN 978-0-8176-3764-4, MR 1989953.

## Influencia fuera de la matemática
La base Guelfand-Tsetlin (también en común la ortografía Zetlin) es un ampliamente utilizado en la herramienta física teórica y el resultado de los trabajos de Guelfand en la teoría de la representación de grupo unitario y grupos de Lie en general.
Durante mucho tiempo se tomó un interés en biología celular.
Trabajó extensamente en la enseñanza de la matemática, en particular la educación por correspondencia. En 1994, le fue otorgada la beca MacArthur para esta labor.

## Honores y premios
Guelfand fue galardonado con el Premio Orden de Lenin tres veces por sus investigaciones. En 1977 fue elegido miembro extranjero de la Royal Society. Ganó el premio Wolf en 1978, Premio Kioto en 1989 y la beca de la Fundación MacArthur en 1994. Ocupó la Presidencia de la Sociedad Matemática de Moscú entre 1968 y 1970, y ha sido elegido miembro extranjero de la Academia Nacional de Ciencias, de la Academia Estadounidense de las Artes y las Ciencias, la Real Academia de Irlanda, la Sociedad Americana de Matemáticas y la Sociedad Matemática de Londres. Está en posesión de varios títulos honoríficos.